# New Holland Agriculture

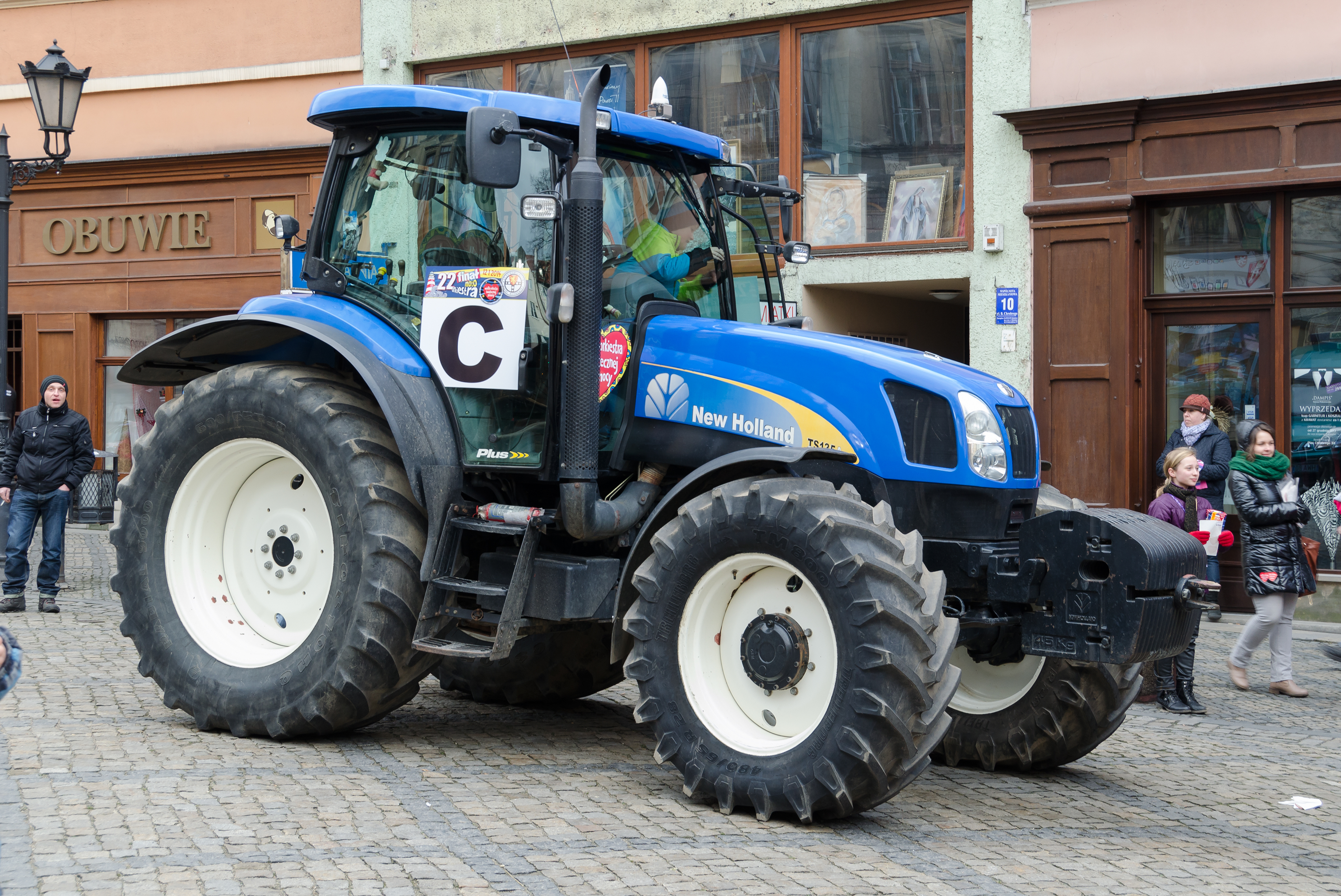
Ciągnik New Holland TS135A

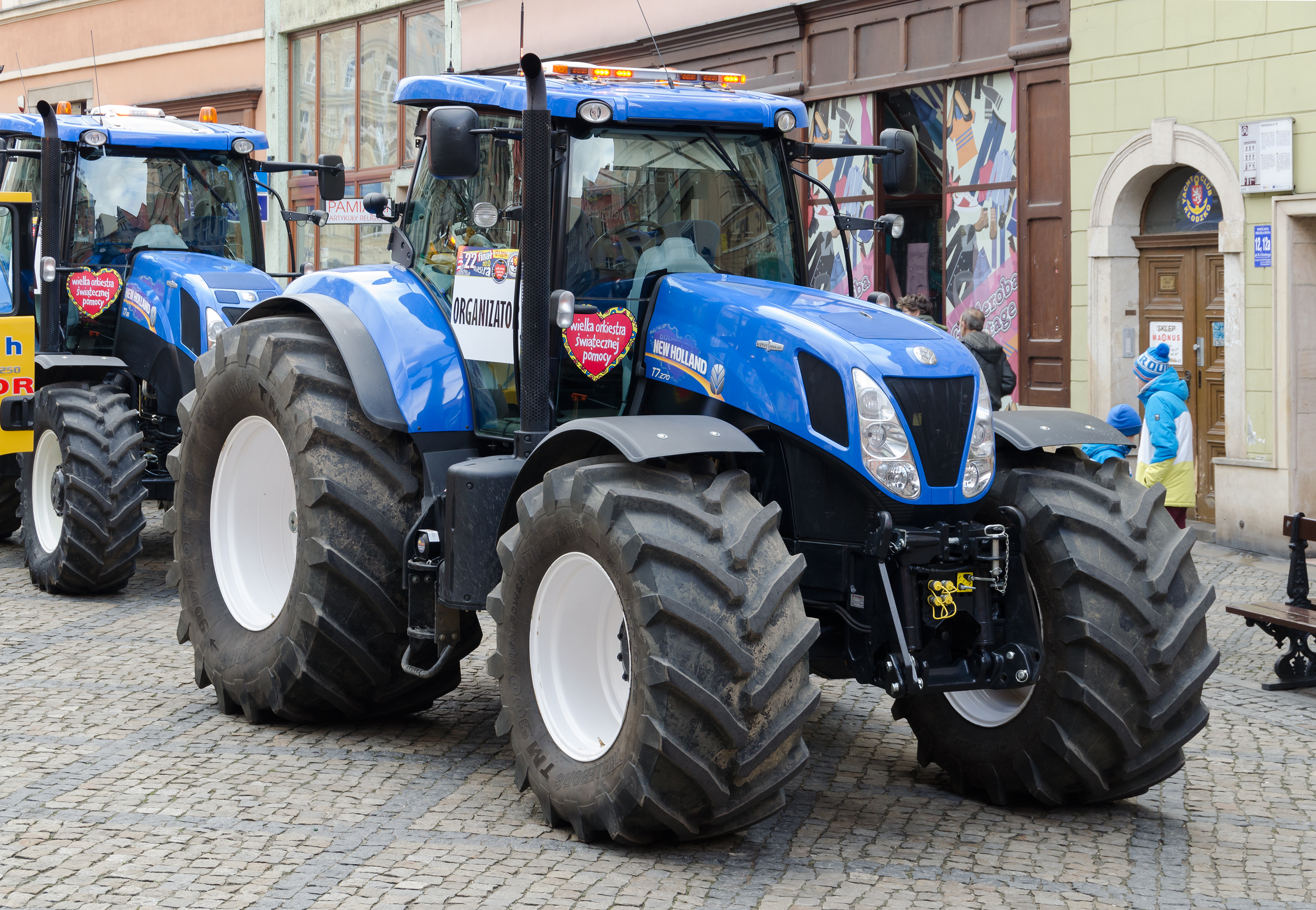
Ciągnik New Holland T7.270

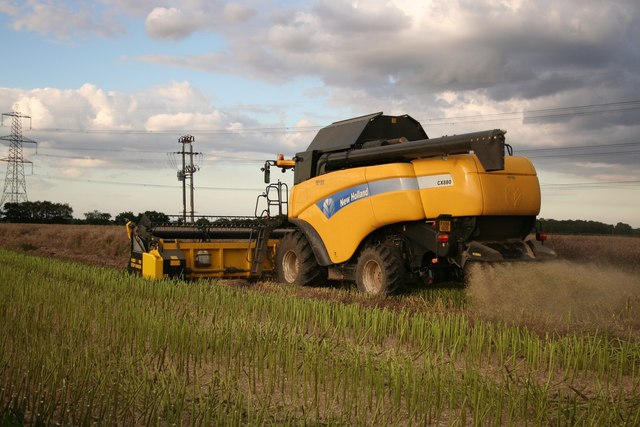
Kombajn New Holland CX880 przy zbiorze rzepaku

New Holland – marka CNH Global, która jest częścią FIAT Group. Sprzęt rolniczy produkowany pod marką New Holland jest sprzedawany na całym świecie.
Historia New Holland jest sumą integracji czterech marek, które współpracowały i połączyły się: Ford, FiatAgri, Claeys i New Holland.
Przedsiębiorstwo zostało założone w 1895 przez Abe Zimmermana jako New Holland Machine Company w New Holland w Pensylwanii. Kupił on starą stajnię położoną przy North Railroad Avenue na obrzeżach miasta, przeznaczając ją na kuźnię. Największym sukcesem Abrama Zimmermana było skonstruowanie – metodą prób i błędów – odpornych na mróz silników benzynowych, napędzających różne urządzenia wykorzystywane w gospodarstwie, takie jak np.: rozdrabniacz do pasz, piła do drewna, pralka, rozdrabniarka do kamieni, ubijarka do masła. Nowością wprowadzoną przez konstruktora był specjalnie skonstruowany płaszcz wodny silnika (układ kanałów pomiędzy wewnętrzną a zewnętrzną ścianką korpusu silnika, przez które przepływa płyn chłodzący).
W 1947 przedsiębiorstwo zostało kupione przez Sperry Corporation. W 1964 Sperry New Holland kupił Claeys, firmę która wyprodukowała pierwszy samojezdny kombajn zbożowy w 1952 r.
Firma Claeys została założona w 1906 przez Leona Claeys, belgijskiego mechanika, i zaczęła budować młocarnie. W 1909 została zbudowana fabryka w Zedelgem w Belgii, gdzie nadal produkowane są kombajny zbożowe New Holland. W latach 1960. Claeys był jednym z największych producentów maszyn żniwnych w Europie.
Przedsiębiorstwo zajmowało się produkcją urządzeń do pielęgnacji trawników aż do roku 1974, kiedy jego część sprzedano firmie Ariens. Następnie w 1986 kontrolę nad przedsiębiorstwem zdobył Ford. W 1991 Fiat kupił 80% akcji spółki Ford New Holland, a później nabył całą spółkę. Ford/New Holland kupił Versatile – producenta traktorów. W 1992 roku w Centrum Doskonałości Maszyn Żniwnych w belgijskim Zedelgem wyprodukowano pierwsze kombajny TC. W 1998, kupił O&K (Orenstein and Koppel), firmę z branży budowlanej. W 1998 O&K w Północnej Ameryce został sprzedany Terex-owi, przejęto także Fabrykę Maszyn Żniwnych w Płocku produkującą kombajny zbożowe Bizon, gdzie obecnie spółka CNH Polska produkuje kombajny zbożowe New Holland serii TC: TC54, TC56 i TC59AL, prasy rolujące i owijarki oraz zespoły żniwne do wszystkich kombajnów Case IH i New Holland. W 1998 została zawiązana spółka Türk Traktör z Koç Holding A.Ş. produkująca ciągniki w Ankarze. Rok później spółka ta stała się centrum R&D oraz produkcyjnym dla ciągników serii 56-66 oraz wyłącznym producentem układu napędowego serii TDD. W 2000 Fiat objął 90% pakiet akcji CNH Global. W kwietniu 2003 rozpoczęto produkcję modelu TS-A, wyróżniającego się nową nowoczesną kabiną. W maju 2007 roku linię produkcyjną w Jesi opuścił 500 000 ciągnik jakim był TL90A. 22 listopada 2013 roku w płockiej fabryce został wyprodukowany 50 000 kombajn serii TC. W 2014 do sprzedaży trafia seria T3F (TTJ) produkowana w Ankarze, która rok później zdobywa tytuł specjalistycznego ciągnika roku 2015.
We wrześniu 2018 roku New Holland świętował 20 rocznicę działalności na polskim rynku. Włoskie przedsiębiorstwo rozpoczęło budowanie swojej historii w Polsce od rejestracji spółki New Holland Bizon w Płocku, stając się spadkobiercą Fabryki Maszyn Żniwnych, gdzie przed laty powstawały popularne kombajny Bizon.
New Holland współpracuje z następującymi firmami:
- New Holland Tractors (India) Pvt. Ltd. – produkuje ciągniki rolnicze w Indiach;
- Al-Ghazi Tractors – produkuje ciągniki rolnicze Fiat New Holland w Pakistanie;
- Anglo-Thai Motors Ltd – importuje i składa Anglo-Thai New Holland w Tajlandii;
- DaeDong – importuje ciągniki i sprzedaje pod nazwą DaeDong w Korei Południowej;
- Harbin – spółka joint venture, produkuje ciągniki New Holland w Chinach;
- Landini/ARGO SpA – produkuje niektóre modele ciągników dla New Hollanda we Włoszech;
- Shanghai – spółka joint venture, produkuje ciągniki Shanghai New Holland w Chinach;
- Shibaura – firma z Japonii, produkuje sprzęty do ogrodu i pielęgnacji trawników dla New Hollanda i CNH Global w Holandii;
- TTZ – Tashkent Tractor Plant, produkuje niektóre ciągniki New Holland w Uzbekistanie. Spółka joint venture;
- Türk Traktör – spółka joint venture w Turcji produkująca ciągniki w Turcji;
- CNH de Mexico – produkuje traktory New Holland w Meksyku;
- CNH Polska Sp. z o.o. (d. New Holland BIZON) – spółka-córka montująca kombajny, utworzona z rentownej części FMŻ.